# Дражковце
Дражковце (словац. Dražkovce) — село, громада округу Мартін, Жилінський край, регіон Турєц. Кадастрова площа громади — 4,39 км².
Населення 1031 особа (станом на 31 грудня 2018 року).

## Географія
Протікають Склабінський потік і Сілава.

## Історія
Дражковце згадується 1242 року.

## Населення
| Рік:            | 1994. | 2004.    | 2014.    | 2024.    |
| --------------- | ----- | -------- | -------- | -------- |
| Кількість осіб: | 498   | 571      | 936      | 1063     |
| Різниця:        |       | +14,65 % | +63,92 % | +13,56 % |

| Рік:            | 2023. | 2024.   |
| --------------- | ----- | ------- |
| Кількість осіб: | 1068  | 1063    |
| Різниця:        |       | -0,46 % |